# Койка (приток Юхоти)
Койка — река в России, протекает по Рыбинскому и Большесельскому районам Ярославской области. Устье реки находится в 23 км по правому берегу реки Юхоть от её устья. Длина реки составляет 25 км, площадь водосборного бассейна — 156 км². Протекает по заболоченной местности. Высота устья — 102,3 м над уровнем моря.
Крупнейшие притоки: Любка (слева), Малая Койка (слева). В верхнем течении вокруг реки болота — Великий Мох, Красковское, Шалимовское.
Сельские населённые пункты у реки: Рыбинский район — Житницыно; Большесельский район — Кочерово, Елино, Ратково, Павлово, Ефимово, Варшутино, Лучкино, Фроловское, Погорелки, Девницы, Алексино, Никулино, Дерягино, Устье.

## Данные водного реестра
По данным государственного водного реестра России относится к Верхневолжскому бассейновому округу, водохозяйственный участок реки — Волга от Угличского гидроузла до начала Рыбинского водохранилища, речной подбассейн реки — бассейны притоков (Верхней) Волги до Рыбинского водохранилища. Речной бассейн реки — (Верхняя) Волга до Куйбышевского водохранилища (без бассейна Оки).
Код объекта в государственном водном реестре — 08010100912110000004604.